# 1.Fußball-Club Schweinfurt 05 2021-2022
Questa voce raccoglie le informazioni riguardanti il 1.Fußball-Club Schweinfurt 05 nelle competizioni ufficiali della stagione 2021-2022.

## Stagione
Nella stagione 2021-2022 il Schweinfurt, allenato da Tobias Strobl e Jan Gernlein, concluse il campionato di Regionalliga Baviera al 5º posto. In Coppa Baviera il Schweinfurt fu eliminato ai quarti dal Kickers Würzburg.

## Rosa
| N. |                                 | Ruolo | Calciatore        |
| -- | ------------------------------- | ----- | ----------------- |
| 1  | Germania (bandiera)             | P     | Luis Zwick        |
| 3  | Germania (bandiera)             | D     | Thomas Haas       |
| 7  | Germania (bandiera)             | C     | Amar Cekic        |
| 8  | Stati Uniti (bandiera)          | A     | Malik McLemore    |
| 9  | Germania (bandiera)             | A     | Meris Skenderović |
| 10 | Germania (bandiera)             | A     | Florian Pieper    |
| 11 | Bosnia ed Erzegovina (bandiera) | A     | Amar Suljić       |
| 12 | Germania (bandiera)             | P     | Andreas Binner    |
| 13 | Germania (bandiera)             | C     | Kristian Böhnlein |
| 14 | Germania (bandiera)             | C     | Martin Thomann    |
| 15 | Germania (bandiera)             | C     | Kevin Fery        |
| 16 | Germania (bandiera)             | C     | Marco Zietsch     |
| 17 | Germania (bandiera)             | C     | Nico Rinderknecht |

| N. |                     | Ruolo | Calciatore        |
| -- | ------------------- | ----- | ----------------- |
| 18 | Germania (bandiera) | C     | Jannik Schuster   |
| 19 | Germania (bandiera) | D     | Nicolas Pfarr     |
| 20 | Kosovo (bandiera)   | A     | Edin Huseini      |
| 21 | Germania (bandiera) | D     | David Grözinger   |
| 23 | Germania (bandiera) | D     | Vitus Scheithauer |
| 24 | Germania (bandiera) | P     | Nico Stephan      |
| 25 | Germania (bandiera) | P     | Bennet Schmidt    |
| 27 | Germania (bandiera) | A     | Adam Jabiri       |
| 31 | Germania (bandiera) | C     | Tim Kraus         |
| 32 | Germania (bandiera) | D     | Lukas Billick     |
| 35 | Germania (bandiera) | A     | Emir Bas          |
| 35 | Germania (bandiera) | A     | Elias Reiher      |
| 36 | Germania (bandiera) | C     | Robin Zeitler     |

## Organigramma societario
Area tecnica
- Allenatore: Jan Gernlein
- Allenatore in seconda:
- Preparatore dei portieri: Norbert Kleider
- Preparatori atletici:
- Analisi video:

## Calciomercato

### Sessione estiva
| Acquisti | Acquisti          | Acquisti           | Acquisti |
| R.       | Nome              | da                 | Modalità |
| -------- | ----------------- | ------------------ | -------- |
| C        | Tim Kraus         | Ingolstadt 04 II   |          |
| A        | Malik McLemore    | Union Fürstenwalde |          |
| P        | Bennet Schmidt    | Friburgo II        |          |
| C        | Jannik Schuster   | Augusta II         |          |
| A        | Meris Skenderović | Hoffenheim II      |          |
| C        | Marco Zietsch     | Norimberga II      |          |

| Cessioni | Cessioni          | Cessioni        | Cessioni |
| R.       | Nome              | a               | Modalità |
| -------- | ----------------- | --------------- | -------- |
| C        | Lukas Ramser      | TSG Balingen    |          |
| C        | Philipp Maier     | Ulma            |          |
| A        | Emir Bas          | Würzburg        |          |
| D        | Aaron Manu        | Rot-Weiß Erfurt |          |
| A        | Sascha Marinkovic | Rosenheim 1860  |          |
| P        | Jan Reichert      | Norimberga II   |          |

### Sessione invernale
| Acquisti | Acquisti | Acquisti | Acquisti |
| R.       | Nome     | da       | Modalità |
| -------- | -------- | -------- | -------- |

| Cessioni | Cessioni        | Cessioni          | Cessioni |
| R.       | Nome            | a                 | Modalità |
| -------- | --------------- | ----------------- | -------- |
| D        | Lamar Yarbrough | Sonnenhof G.      |          |
| C        | Daniel Adlung   | Greuther Fürth II |          |

## Risultati

### Regionalliga Baviera

#### Girone di andata
| Arbitro: | Pflaum |

|             |           |           |
| Mattera 63’ | Marcatori | 8’ Adlung |

| Arbitro: | Wittmann |

|                                                     |           |           |
| Fery 2’ Haas 8’ Jabiri 15’, 22’ Böhnlein 80’ (rig.) | Marcatori | 9’ Khalil |

| Arbitro: | Schreiner |

|           |           |                                       |
| Pisanu 6’ | Marcatori | 24’, 37’ Suljić 72’ Pieper 76’ Adlung |

| Arbitro: | Steckermeier |

|                                                  |           |               |
| Böhnlein 1’ Skenderović 12’, 37’, 55’ Jabiri 43’ | Marcatori | 44’ Dellinger |

| Arbitro: | Bacher |

|                                                       |           |                      |
| Maier 18’ Schulz 21’ Ungerath 31’, 43’ Sommerauer 68’ | Marcatori | 17’ Cekic 45’ Jabiri |

| Arbitro: | Hamper |

|            |           |            |
| Jabiri 56’ | Marcatori | 74’ Sausen |

| Arbitro: | Nouhoum |

|                              |           |                            |
| Koudossou 35’ Lobenhofer 80’ | Marcatori | 32’ Jabiri 68’ Skenderović |

| Arbitro: | Denzlein |

|                                           |           |  |
| Pieper 6’, 39’ Adlung 22’ Skenderović 90’ | Marcatori |  |

| Arbitro: | Potemkin |

|  |           |                                     |
|  | Marcatori | 7’, 28’, 60’ Jabiri 41’ Skenderović |

| Arbitro: | Kreye |

|                                                           |           |  |
| Jabiri 15’, 38’ Skenderović 25’, 30’ Cekic 62’ Pieper 80’ | Marcatori |  |

| Arbitro: | Treiber |

|            |           |  |
| Scholz 54’ | Marcatori |  |

| Arbitro: | Hanslbauer |

|                                    |           |                                                 |
| Böhnlein 42’ Suljić 76’ Jabiri 90’ | Marcatori | 18’, 58’, 60’, 86’ Motika 39’ Tillman 90’ Aydin |

| Arbitro: | Berg |

|                         |           |                              |
| Schraufstetter 23’, 87’ | Marcatori | 3’ Grözinger 48’ Skenderović |

| Arbitro: | Tiedeken |

|                                                            |           |  |
| Rinderknecht 28’ Jabiri 31’, 51’, 68’ Skenderović 77’, 90’ | Marcatori |  |

| Arbitro: | Haslberger |

|           |           |              |
| Hobsch 3’ | Marcatori | 61’ Böhnlein |

| Arbitro: | Schwarzmann |

|                                                                                   |           |  |
| Skenderović 37’ Jabiri 42’ Adlung 45’, 81’ Böhnlein 47’ Cekic 49’ Suljić 73’, 77’ | Marcatori |  |

| Arbitro: | Cortus |

|  |           |                                |
|  | Marcatori | 11’ Fery 68’ Adlung 84’ Suljić |

| Arbitro: | Pflaum |

|              |           |          |
| Telalović 1’ | Marcatori | 21’ Fery |

| Arbitro: | Hummel |

|                      |           |          |
| Cekic 37’ Jabiri 90’ | Marcatori | 7’ Desch |

#### Girone di ritorno
| Arbitro: | Speckner |

|                          |           |  |
| Cekic 1’, 84’ Jabiri 35’ | Marcatori |  |

| Arbitro: | Hummel |

|                        |           |            |
| Ekin 56’ Gerlspeck 81’ | Marcatori | 65’ Suljić |

| Arbitro: | Dinger |

|                                               |           |                   |
| Suljić 5’ Böhnlein 37’ (rig.) Skenderović 80’ | Marcatori | 45’ (rig.) Ahrend |

| Arbitro: | Steigerwald |

|                         |           |                |
| Dellinger 9’ Endres 19’ | Marcatori | 2’, 5’ Billick |

| Arbitro: | Steckermeier |

|                        |           |                     |
| Jabiri 78’ (rig.), 90’ | Marcatori | 27’ Leipold 35’ Ade |

| Arbitro: | Dinger |

|                        |           |  |
| Besong 55’ Castrop 90’ | Marcatori |  |

| Arbitro: | Ostheimer |

|                                                                    |           |  |
| Thomann 13’, 45’ Suljić 38’ Jabiri 55’ Skenderović 66’, 86’ (rig.) | Marcatori |  |

| Arbitro: | Riedel |

|                                    |           |                              |
| Riglewski 68’ (rig.) Maljojoki 90’ | Marcatori | 27’ Skenderović 87’ McLemore |

| Arbitro: | Stein |

|                                            |           |                      |
| Jabiri 11’ Suljić 43’ Zietsch 63’ Fery 78’ | Marcatori | 33’ Stark 74’ Renner |

| Eichstätt 19 marzo 2022, ore 14:00 CET 29ª giornata | Eichstätt   | 0 – 0 referto | Schweinfurt 05 | Liqui-Moly-Stadion (510 spett.)\| Arbitro: \| Ehrnsperger \| |
| Arbitro:                                            | Ehrnsperger |               |                |                                                              |

| Arbitro: | Söder |

|            |           |  |
| Pieper 81’ | Marcatori |  |

| Arbitro: | Wittmann |

|                                                     |           |             |
| Vidović 9’, 30’ (rig.) Tillman 20’ Lee 43’ Sieb 83’ | Marcatori | 84’ Huseini |

| Arbitro: | Hamper |

|                            |           |  |
| Jabiri 33’, 63’ Pieper 84’ | Marcatori |  |

| Arbitro: | Berg |

|  |           |                       |
|  | Marcatori | 70’ Pieper 78’ Suljić |

| Arbitro: | Ostheimer |

|  |           |                   |
|  | Marcatori | 66’, 72’ Hausmann |

| Arbitro: | Kreye |

|                                   |           |                       |
| Wallner 73’ Marinkovic 90’ (rig.) | Marcatori | 45’ Jabiri 87’ Reiher |

| Arbitro: | Treiber |

|            |           |                                                         |
| Pieper 45’ | Marcatori | 38’ Schwarz 60’, 82’ Knežević 62’ Ziereis 90’ Andermatt |

| Arbitro: | Knauer |

|           |           |                                 |
| Pieper 7’ | Marcatori | 22’ Strobel 78’ (rig.) Teranuma |

| Arbitro: | Denzlein |

|                             |           |                                     |
| Laverty 27’, 88’ Borger 81’ | Marcatori | 32’ Skenderović 45’ (rig.) Böhnlein |

### Coppa Baviera
| 10 agosto 2021, ore 18:00 CEST Primo turno | FC Tiefenbach DJK | 0 – 10 | Schweinfurt 05 |  |

| 24 agosto 2021, ore 17:45 CEST Secondo turno | SV Friesen | 0 – 3 | Schweinfurt 05 |  |

| 7 settembre 2021, ore 17:30 CEST Ottavi di finale | Alemannia Haibach | 1 – 10 | Schweinfurt 05 |  |

| 8 marzo 2022, ore 19:00 CET Quarti di finale | Schweinfurt 05 | 1 – 4 | Kickers Würzburg |  |

## Statistiche

### Statistiche di squadra
| Competizione  | Punti | In casa | In casa | In casa | In casa | In casa | In casa | In trasferta | In trasferta | In trasferta | In trasferta | In trasferta | In trasferta | Totale | Totale | Totale | Totale | Totale | Totale | DR  |
| Competizione  | Punti | G       | V       | N       | P       | Gf      | Gs      | G            | V            | N            | P            | Gf           | Gs           | G      | V      | N      | P      | Gf     | Gs     | DR  |
| ------------- | ----- | ------- | ------- | ------- | ------- | ------- | ------- | ------------ | ------------ | ------------ | ------------ | ------------ | ------------ | ------ | ------ | ------ | ------ | ------ | ------ | --- |
| Regionalliga  | 62    | 19      | 13      | 2       | 4       | 64      | 24      | 19           | 4            | 9            | 6            | 32           | 32           | 38     | 17     | 11     | 10     | 96     | 56     | +40 |
| Coppa Baviera | -     | 1       | 0       | 0       | 1       | 1       | 4       | 3            | 3            | 0            | 0            | 23           | 1            | 4      | 3      | 0      | 1      | 24     | 5      | +19 |
| Totale        | 62    | 20      | 13      | 2       | 5       | 65      | 28      | 22           | 7            | 9            | 6            | 55           | 33           | 42     | 20     | 11     | 11     | 120    | 61     | +59 |

### Andamento in campionato
| Giornata  | 1 | 2 | 3 | 4 | 5 | 6 | 7 | 8 | 9 | 10 | 11 | 12 | 13 | 14 | 15 | 16 | 17 | 18 | 19 | 20 | 21 | 22 | 23 | 24 | 25 | 26 | 27 | 28 | 29 | 30 | 31 | 32 | 33 | 34 | 35 | 36 | 37 | 38 |
| --------- | - | - | - | - | - | - | - | - | - | -- | -- | -- | -- | -- | -- | -- | -- | -- | -- | -- | -- | -- | -- | -- | -- | -- | -- | -- | -- | -- | -- | -- | -- | -- | -- | -- | -- | -- |
| Luogo     | T | C | T | C | T | C | T | C | T | C  | T  | C  | T  | C  | T  | C  | T  | T  | C  | C  | T  | C  | T  | C  | T  | C  | T  | C  | T  | C  | T  | C  | T  | C  | T  | C  | C  | T  |
| Risultato | N | V | V | V | P | N | N | V | V | V  | P  | P  | N  | V  | N  | V  | V  | N  | V  | V  | P  | V  | N  | N  | P  | V  | N  | V  | N  | V  | P  | V  | V  | P  | N  | P  | P  | P  |
| Posizione | 9 | 3 | 3 | 2 | 4 | 5 | 6 | 5 | 3 | 3  | 4  | 4  | 4  | 3  | 4  | 4  | 4  | 4  | 3  | 3  | 3  | 3  | 3  | 4  | 4  | 4  | 4  | 4  | 4  | 3  | 3  | 3  | 3  | 3  | 3  | 3  | 5  | 5  |

Legenda:

Luogo: C = Casa; T = Trasferta. Risultato: V = Vittoria; N = Pareggio; P = Sconfitta.

### Statistiche dei giocatori
| D. Adlung       | 21 | 6  | 4 | 0 |
| E. Bas          | 1  | 0  | 0 | 0 |
| L. Billick      | 21 | 2  | 6 | 0 |
| A. Binner       | 1  | 0  | 0 | 0 |
| K. Böhnlein     | 38 | 7  | 5 | 0 |
| A. Cekic        | 27 | 6  | 5 | 0 |
| K. Fery         | 36 | 4  | 7 | 0 |
| D. Grözinger    | 32 | 1  | 3 | 1 |
| T. Haas         | 29 | 1  | 5 | 0 |
| E. Huseini      | 13 | 1  | 1 | 0 |
| A. Jabiri       | 34 | 25 | 7 | 0 |
| T. Kraus        | 32 | 0  | 6 | 1 |
| M. McLemore     | 25 | 1  | 5 | 1 |
| N. Pfarr        | 28 | 0  | 1 | 0 |
| F. Pieper       | 24 | 9  | 1 | 0 |
| E. Reiher       | 3  | 1  | 1 | 0 |
| N. Rinderknecht | 27 | 1  | 8 | 1 |
| V. Scheithauer  | 0  | 0  | 0 | 0 |
| B. Schmidt      | 16 | 0  | 0 | 0 |
| J. Schuster     | 28 | 0  | 3 | 1 |
| M. Skenderović  | 34 | 17 | 1 | 0 |
| N. Stephan      | 2  | 0  | 1 | 0 |
| A. Suljić       | 29 | 11 | 2 | 2 |
| M. Thomann      | 11 | 2  | 0 | 0 |
| L. Yarbrough    | 18 | 0  | 3 | 1 |
| R. Zeitler      | 1  | 0  | 0 | 0 |
| M. Zietsch      | 31 | 1  | 3 | 0 |
| L. Zwick        | 20 | 0  | 0 | 0 |